# Бой-Эд, Ида
Ида Бой-Эд (нем. Ida Boy-Ed; 17 апреля 1852, Бергедорф, Германский союз — 13 мая 1928, Травемюнде) — немецкая писательница-романистка и новеллистка; как сторонница женского равноправия, она писала широко популярные книги и газетные статьи.

## Биография
Ида Корнелия Эрнестина Эд родилась в Бергедорфе 17 апреля 1852 года в благоприятной семье, которая поощряла её к литературному творчеству. Её отец Христофор-Марквард Эд открыл собственный газетный бизнес. Создание коротких романов и других литературных произведений было приостановлено, когда она вышла замуж за Карла Иоганна Боя в возрасте семнадцати лет.

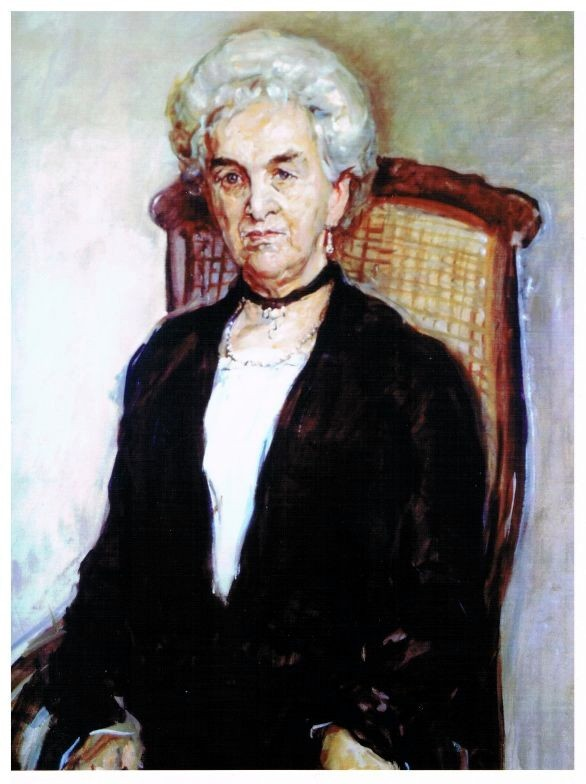
Ида Бой-Эд
(художник Макс Слефогт)

Несмотря на возражения мужа в 1878 году, она переехала из дома, который делила с его семьей. Она взяла с собой старшего сына Карла в Берлин, где намеревалась зарабатывать на жизнь писательской деятельностью. Несмотря на то, что она уже была автором сериализованных романов и имела опыт написания газет, она не добилась заметного успеха с произведениями, которые писала в то время. Однако она тратила свои деньги на помощь коллегам. В 1880 году она была вынуждена вернуться в Любек по настоянию мужа, поскольку их развод не был завершен.
Бой-Эд тратила большую часть своего свободного времени на написание книг, одновременно воспитывая своих детей, но не добилась успеха до 30 лет. Книга её новелл о ганзейских средних классах была первой из 70, которые она опубликовала. Бой-Эд изучала и писала о ведущих немецких женщинах, таких как Шарлотта фон Штейн, Шарлотта фон Кальб и французской писательнице Мадам де Сталь. Как и они, она пыталась поднимать женские проблемы в своих произведениях. Она добилась широкого круга читателей благодаря своим книгам, а также сотням газетных статей, которые она написала. Бой-Эд купила внушительную квартиру и стала покровителем искусств.
В сентябре 1914 года, в начале Первой мировой войны, во Франции был убит её сын Вальтер. В 1915 году она опубликовала свои идеи под названием «Солдатские матери», в которых ясно дала понять: «Мать — лишь прах на пути к победе». Её сын Карл был военно-морским атташе посольства Германии в Вашингтоне, а его младший брат Эмиль был морским офицером.
Ида Бой-Эд умерла 13 мая 1928 года в Травемюнде и была похоронена в Любеке.
Согласно «ЭСБЕ», лучшим её произведением считается роман «Fanny Förster» (1888).